# Lower Swatara Township
Lower Swatara Township est un township situé au sud-ouest comté de Dauphin, en Pennsylvanie, aux États-Unis,. En 2010, il comptait une population de 8 268 habitants.

## Démographie
Lors du recensement de 2010, le township comptait une population de 8 268 habitants. Elle est estimée, en 2018, à 8 765 habitants.

### Source de la traduction
- (en) Cet article est partiellement ou en totalité issu de l’article de Wikipédia en anglais intitulé « Lower Swatara Township, Dauphin County, Pennsylvania » (voir la liste des auteurs).